# Clayeures
Clayeures är en kommun i departementet Meurthe-et-Moselle i regionen Grand Est (tidigare regionen Lorraine) i nordöstra Frankrike. Kommunen ligger i kantonen Bayon som tillhör arrondissementet Lunéville. År 2022 hade Clayeures 175 invånare.

## Befolkningsutveckling
Antalet invånare i kommunen Clayeures
| Referens: INSEE |